# Auslese

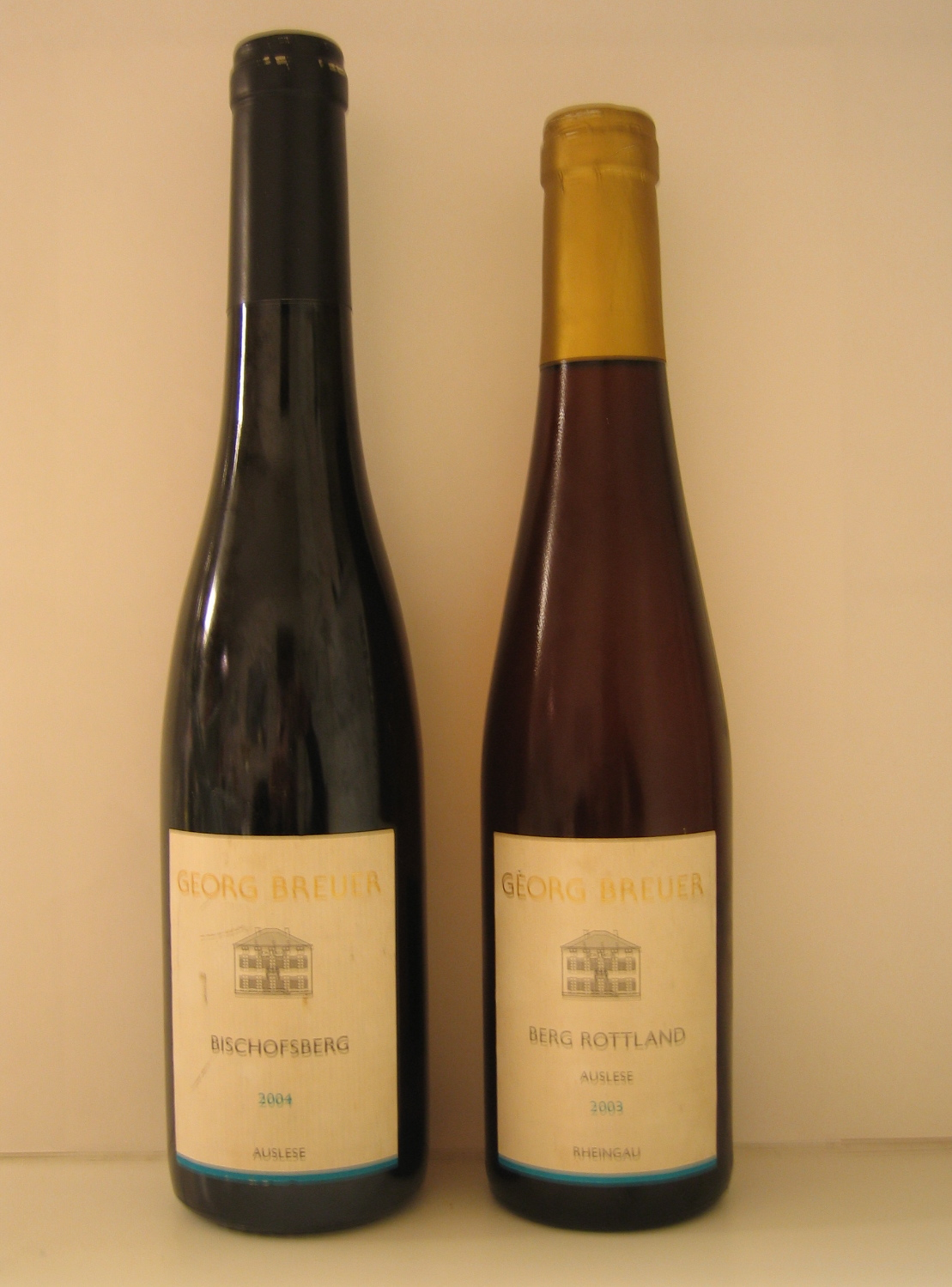
Dos botellas de vino Auslese

Auslese (literalmente, "cosecha seleccionada"; plural, Auslesen) es un término alemán referido a un vino de cosecha tardía y representa una categoría más madura que Spätlese en la categoría Prädikatswein de la clasificación de los vinos alemanes y austriacos. Las uvas se cogen de racimos muy madurados seleccionados en el otoño (finales de noviembre y principios de diciembre), y tienen que vendimiarse a mano. Generalmente, el vino auslese puede hacerse sólo los años de las mejores cosechas que han sido suficientemente cálidos. Una pequeña proporción de las uvas puede verse afectada por la podredumbre noble en algunas regiones, aunque esto nunca domina el carácter del vino. Se considera que quien descubrió este tipo de vino fue el viticultor de Rheingau Schloss Johannisberg en 1787. 
Auslesen son considerados a veces un vino de postre alemán, especialmente los vinos que se hacen con racimos infectados de botrytis, aunque no es tan dulce como los vinos de postre Eiswein, Beerenauslese (BA), o Trockenbeerenauslese (TBA). 
Auslesen pueden disfrutarse por sí solos como aperitivo o vino de tarde, pero usualmente maridan mejor con comida, particularmente los que exhiben las características campechanas de la cocina alemana.
El término en Alsacia que más estrechamente se corresponde con auslese en términos de dulzura del vino es Vendange tardive, incluso aunque el término es lingüísticamente equivalente a Spätlese.

## Características
Ocasionalmente se trata de vinos secos (trocken) en algunas zonas, como el Palatinado (Pfalz) pero más típico es que sean dulces, y que tengan alta graduación alcohólica (alrededor de 13-14%) lo que puede hacerlos desequilibrados particularmente de jóvenes. El típico peso del azúcar en un auslese es 90° oechsle. Estos vinos, particularmente cuando se hacen con uva riesling pueden envejecer durante largos períodos de tiempo, a menudo diez años o más.

## Uso en vino tinto
Como los vinicultores alemanes intentan lograr un nicho en el desarrollo del vino tinto, la clasificación de madurez auslese ha entrado en juego como el nivel ideal para producir Spätburgunder (pinot noir), particularmente en Rheingau, Pfalz, y Baden. Los vinateros experimentan con uvas al nivel de madurez auslese con métodos de producción al estilo borgoñón que conlleva roble y una más alta extracción de niveles de tanino.
- Wikcionario  tiene definiciones y otra información sobre auslese.

- Datos: Q426856
- Multimedia: Auslese / Q426856